# Hajdúszoboszlói szikes gyepek
Hajdúszoboszlói szikes gyepek este o arie protejată (arie specială de conservare — SAC, sit de importanță comunitară — SCI) din Ungaria întinsă pe o suprafață de 553,96 ha, integral pe uscat.

## Localizare
Centrul sitului Hajdúszoboszlói szikes gyepek este situat la coordonatele 47°26′09″N 21°21′42″E / 47.435833°N 21.361667°E.

## Înființare
Situl Hajdúszoboszlói szikes gyepek a fost declarat sit de importanță comunitară în mai 2004 pentru a proteja 3 specii de animale. Situl a fost protejat și ca arie specială de conservare în februarie 2010.

## Biodiversitate
Situată în ecoregiunea panonică, aria protejată conține 2 habitate naturale: Stepe și mlaștini sărate panonice, Pajiști stepice panonice pe loess.
La baza desemnării sitului se află mai multe specii protejate:
- mamifere (2): vidră de râu (Lutra lutra), popândău (Spermophilus citellus)
- reptile (1): țestoasa de baltă (Emys orbicularis)

Pe lângă speciile protejate, pe teritoriul sitului au mai fost identificate 3 specii de amfibieni, 1 specie de mamifere.